# Pasta al fumé
La pasta al fumé è un primo piatto creato il 10 giugno del 1978 dal cuoco Stefano Marzi, in breve diventato tipico della cucina marchigiana e poi diffusosi in tutta Italia. Il nome della ricetta originale, che rimane in parte segreta, è maccheroncini al fumé. 

## Ricetta
Il piatto è preparato con un sugo a base di pomodoro, panna, pancetta affumicata; nella ricetta originale si aggiunge un insieme di formaggi tagliati a dadini, tra cui la caciotta e un formaggio filante. Nella ricetta originale, come formato di pasta, ci sono i sedanini rigati, detti anche maccheroncini, da cui l'espressione con la quale la preparazione è più nota: "maccheroncini al fumé".
La miscela di spezie utilizzate nella ricetta originale è sconosciuta in quanto Maciste, il creatore del piatto, ha rivelato solamente la presenza di sette spezie, quattro delle quali sono il peperoncino, il pepe nero, la noce moscata e il coriandolo.

## Storia
Il sugo è stato inventato il 10 giugno del 1978 nel ristorante “Maciste's” di Castelplanio (Ancona) dal cuoco Stefano Marzi (Stefaní), nato ad Apiro, conosciuto anche con il soprannome di Maciste per la sua passione per il culturismo, che non ha mai abbandonato ed ha coniugato con la passione per la cucina.
Nel 2013 il Comune di Castelplanio ha rilasciato a Stefano Marzi un attestato che lo riconosce inventore della ricetta dei maccheroncini al fumé. La ricetta ha ricevuto numerosi premi in diverse gare di pasta e pizza, classificandosi molte volte al primo o al secondo posto di queste.